# Usenet
Usenet (angleško USENET; kratica za user's network, uporabniško omrežje) je največja svetovna elektronska oglasna deska, ki ljudem s skupnimi interesi omogoča izmenjavo stališč in informacij. Sestavljen je iz sporočil in prispevkov, organiziranih v novičarske skupine.